# Saskia van Uylenburgh
Saskia van Uylenburgh (AFI: /ˈsɑskjaː vɑn ˈœʏ̯lə(n)ˌbœrx/; in frisone occidentale Saakje fan Uylenburgh; Leeuwarden, 2 agosto 1612 – Amsterdam, 14 giugno 1642) fu la moglie, nonché modella e musa, del pittore olandese Rembrandt, che la ritrasse in molti dei suoi dipinti e disegni.

## Biografia
Nata a Leeuwarden, Saskia era la minore degli otto figli di Rombertus van Uylenburgh, un celebre avvocato, borgomastro della città nonché uno dei fondatori dell'Università di Franeker. La ragazza rimase orfana all'età di dodici anni, dopo la morte della madre, Sjoukje Ozinga, e del padre cinque anni dopo.
Saskia incontrò Rembrandt grazie a suo cugino, Hendrick van Uylenburgh, pittore e mercante d'arte, che si era trasferito ad Amsterdam dalla Polonia nel 1625 e che era diventato uno dei mercanti a cui l'artista affidava le proprie opere per la vendita.
La coppia si sposò il 22 giugno 1634 a Het Bildt, dove Saskia era stata allevata dalla sorella Hiskje e dal cognato Gerard van Loo. Un'altra sorella, Antje, era morta giovane. Dopo il suo funerale era andata a servizio da un altro cognato, il professore polacco Johannes Maccovius, che insegnava teologia a Franeker.
Rembrandt riuscì ad ottenere una certa tranquillità economica grazie al riconoscimento del suo valore e, nel 1639, si trasferì con la moglie in un'abitazione signorile nella Jodenbreestraat. La casa si trovava nei pressi della galleria del cugino di lei nel quartiere ebraico ed attualmente è stata trasformata nel museo Rembrandthuis. Tre dei figli della coppia morirono poco dopo la nascita. Il 22 settembre 1641 venne finalmente alla luce il loro figlio Titus, così chiamato in onore della zia materna Titia (Tietje) van Uylenburgh. Saskia morì l'anno seguente, probabilmente di tubercolosi, e venne sepolta all'interno della Oude Kerk.

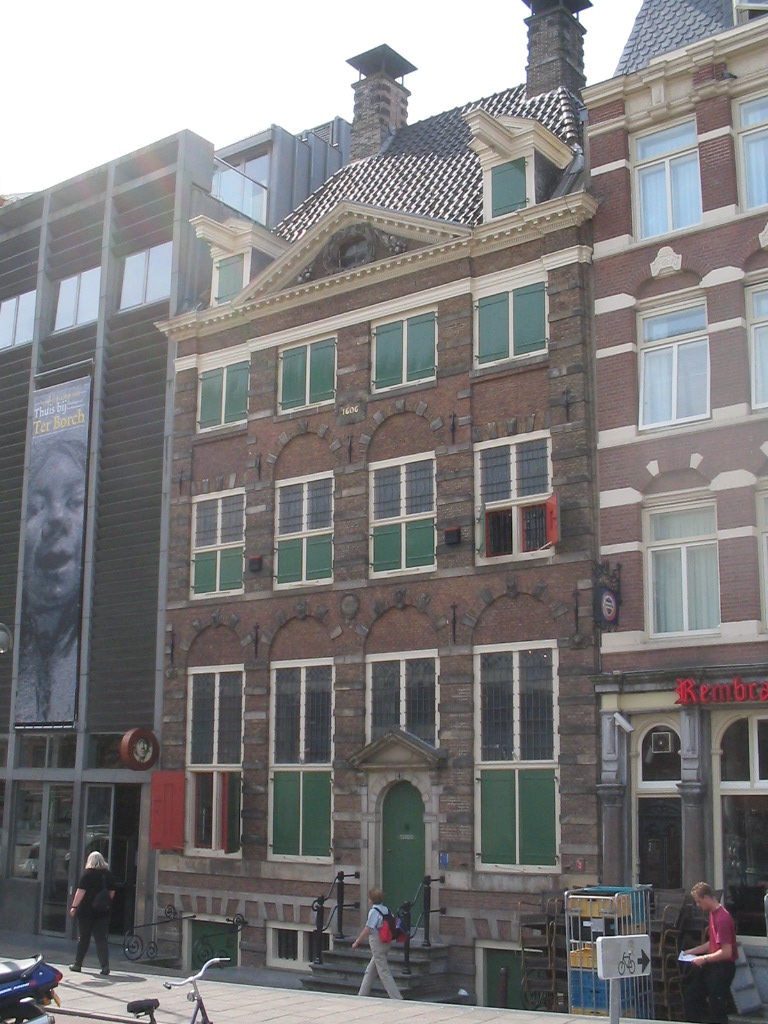
Il museo Rembrandthuis

## Dopo la morte
Ad un certo momento Rembrandt diede i gioielli e gli anelli appartenuti a Saskia alla balia Geertje Dircx, un gesto che non venne molto apprezzato dalla famiglia Uylenburgh. Pochi anni dopo Geertje avrebbe desiderato che il pittore la sposasse, ma questo avrebbe significato rinunciare all'eredità di Saskia e il matrimonio non si fece. Quando Geertje se ne andò e tentò di vendere i gioielli, Rembrandt si rivolse al tribunale e fece rinchiudere Geertje in un manicomio a Gouda.
Titus e la nuova compagna del padre, la loro ex-cameriera Hendrickje Stoffels, si preoccuparono di dare lavoro a Rembrandt nei suoi ultimi anni: uno scaltro espediente affinché il pittore riuscisse a dipingere senza essere assediato dai creditori. Il 27 ottobre 1662 Rembrandt vendette la tomba di Saskia per poter pagare i funerali di Hendrickje.
A Saskia van Uylenburgh è intitolato il cratere venusiano omonimo.